# Ophioblennius atlanticus

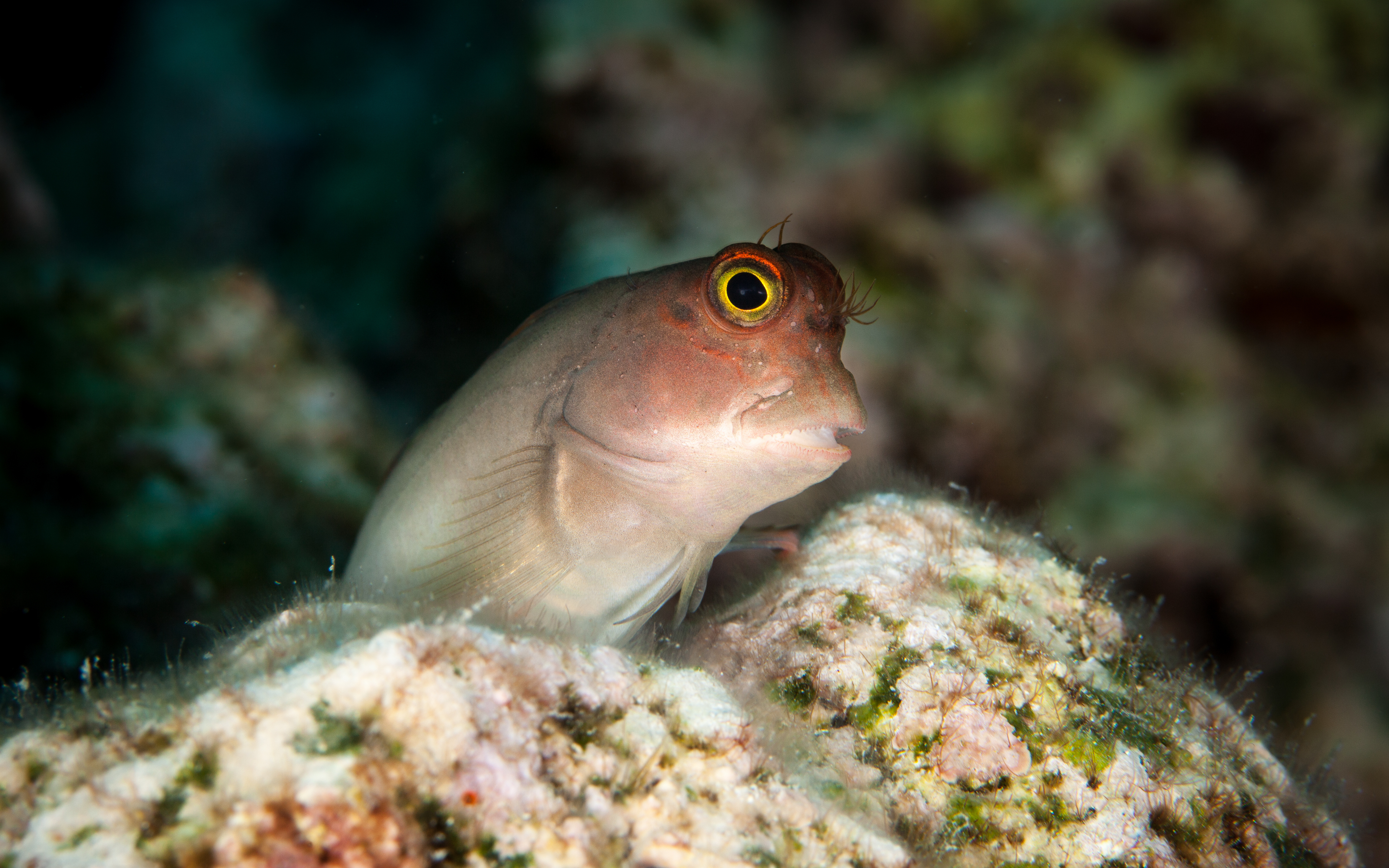
Ophioblennius atlanticus.

Ophioblennius atlanticus é uma espécie da família Blenniidae, encontrada principalmente no Oceano Atlântico central ocidental. Eles podem ser encontrados em cristas de coral e recifes rasos. Eles são altamente territoriais e atacam intrusos com dois dentes caninos longos e afiados. Os adultos são encontrados em profundidades de 10 a 20 metros, e os ovos são bentônicos. Os adultos podem atingir até quatro polegadas de comprimento quando totalmente crescidos, e têm grandes lábios avermelhados. Eles se alimentam principalmente de algas.

## Taxonomia
A espécie foi originalmente descrita pelo zoólogo francês Achille Valenciennes em 1836. Ophis significa "serpente" em grego, e blennios significa "muco" em grego. O nome da espécie atlanticus é o nome de seu local de captura.

## Descrição
Os adultos podem atingir de 2 a 4 polegadas de comprimento. Sua aparência é marrom-chocolate com algumas marcas amarelas e possuem cabeças rombudas com quatro chifres ramificados e grandes lábios avermelhados. Uma variação da espécie é uma forma mais pálida, com corpo branco como uma concha e cabeça marrom-avermelhada.

## Distribuição e hábitat
O Ophioblennius atlanticus é nativo dos ambientes marinhos tropicais do Oceano Atlântico central. Sua área de distribuição se estende ao Atlântico oriental, do Senegal a Angola, incluindo ilhas offshore; no Atlântico nordeste, está confinado aos arquipélagos das Ilhas Canárias, Madeira e Açores; no Atlântico ocidental, é encontrado ao largo das Bermudas e ao largo da costa da Carolina do Norte, ao sul das Índias Ocidentais até o Brasil. Foi registrado duas vezes no Mar Mediterrâneo central. Ophioblennius atlanticus habita principalmente águas rasas e claras com recifes de coral e fundos rochosos. Os adultos de Ophioblennius atlanticus são encontrados principalmente em profundidades de 10 a 20 metros, enquanto seus ovos são bentônicos.

## Aquicultura
Esses peixes ocasionalmente chegam ao comércio de animais de estimação. Eles precisam de um mínimo de 30 galões e, por serem geralmente pacíficos, são adequados para aquários comunitários [en], desde que nenhum outro peixe tenha um formato corporal semelhante. No entanto, eles se dão bem em pares acasalados. Devem ser mantidos em temperaturas de 22-26 °C, com um nível de PH de 8,1-8,4. Eles têm uma habilidade de salto que lhes permite pular de uma piscina de maré para outra na natureza. Isso significa que, para serem alojados em um aquário, é necessário ter uma tampa. Ele se alimenta principalmente de algas, mas também consome zooplâncton e outros invertebrados. Eles possuem dois dentes caninos afiados, o que lhes rendeu o apelido de "peixe-diabo" em alguns países.

## Comportamento

### Reprodução
Eles se reproduzem durante todo o ano nos dez dias anteriores e nos quatro dias posteriores à lua cheia de cada mês. O macho e a fêmea formam pares nas primeiras três horas do dia, e a fêmea se muda para o território do macho. O macho precisa preparar um ninho para depositar os ovos. Para preparar o ninho, o macho cria um espaço semelhante a uma "pequena caixa" em seu território e remove do espaço os detritos de coral e as crostas de algas mortas. Um macho geralmente tem cinco ninhos, e o tempo que ele passa em cada ninho é determinado pelo quanto o ninho é preferido pelas fêmeas. Geralmente, o ninho mais preferido tem uma área de superfície interna e um volume maiores do que os menos preferidos. Quando uma fêmea entra no ninho de um macho, a fêmea escolhe se quer ou não acasalar com o macho. Machos maiores com ninhos maiores têm mais chances de sucesso reprodutivo do que machos menores com ninhos menores. Durante as épocas de desova, os machos reduzem sua alimentação. Os ovos são depositados em uma única camada e o macho os protege e cuida deles soprando ar sobre eles até que eclodam como larvas planctônicas. Os lotes de ovos em um ninho podem estar em diferentes estágios de desenvolvimento porque o macho é poligínico, acasalando-se com várias fêmeas. Em outras palavras, os ovos têm mães diferentes. As fêmeas também tendem a ser poliândricas, o que significa que há vários ninhos com ovos de uma única fêmea.
A escolha do parceiro da fêmea se baseia principalmente na qualidade genética ou não genética do macho. Um macho é reconhecido como tendo bons genes se tiver características físicas adequadas para a sobrevivência. Geralmente, o tamanho grande do corpo indica boa qualidade genética. O acasalamento com um macho de boa qualidade genética garante que a prole também terá bons genes e, portanto, as características físicas favoráveis à sobrevivência. Isso acabará propagando os genes da própria fêmea. A qualidade não genética inclui muitos exemplos, como o bom cuidado parental. O bom cuidado dos pais não garante bons genes para a prole. No entanto, o bom cuidado parental pode aumentar a taxa de sobrevivência da prole, disseminando assim os genes da fêmea.
As fêmeas consideram a qualidade genética e não genética do macho. Em primeiro lugar, elas escolhem os machos em grande parte com base em seus tamanhos (qualidade genética). Os machos maiores podem proteger melhor a fêmea e os ovos contra predadores. Além disso, os machos maiores têm órgãos antimicrobianos maiores na região anal-urogenital, que são usados para evitar a infecção microbiana dos ovos. As fêmeas também levam em conta o cuidado alopaternal dos machos ao escolher os parceiros (qualidade não genética). O cuidado alopaternal prova para a fêmea que o macho é capaz de proteger os ovos de predadores. Por fim, um estudo estatístico mostrou que as fêmeas podem preferir machos mais velhos porque a idade do macho pode refletir sua capacidade de sobrevivência e, assim, garantir à prole uma melhor aptidão (chance de sobrevivência).

### Cuidado parental
A maior parte do cuidado parental em peixes é paternal, em que o macho cuida principalmente dos ovos, e o Ophioblennius atlanticus não é exceção. O macho apresenta comportamentos típicos de cuidado paternal, como proteger os ovos de predadores e soprar ar fresco para os ovos. O macho também realiza um cuidado paterno atípico: esfregar sua região anal-urogenital sobre a superfície interna do ninho durante a desova. O macho tem um órgão na região anal-urogenital que produz substâncias antimicrobianas. Esse órgão só existe nos machos devido ao dimorfismo sexual. Portanto, ao esfregar a região anal-urogenital sobre a superfície interna do ninho, o macho protege seus ovos de infecções microbianas, uma das causas mais comuns de mortalidade em peixes jovens. Os machos maiores têm órgãos maiores em suas regiões anal-urogenitais e, portanto, podem oferecer melhor proteção antimicrobiana aos ovos do que os machos menores. Consequentemente, as fêmeas escolhem seus companheiros com base em seu tamanho.
Outro cuidado paterno atípico é que o macho cuida indiscriminadamente de seus próprios ovos e de ovos alheios. Quando um macho assume o controle de um ninho abandonado, ele guarda e cuida dos ovos existentes no ninho, mesmo que não sejam seus próprios ovos. Isso é chamado de cuidado alopaternal. O cuidado alopaternal parece ser uma grande desvantagem do ponto de vista evolutivo, uma vez que o macho gasta seus recursos para beneficiar a prole geneticamente não relacionada. Entretanto, a exibição de cuidado alopaternal na verdade atrai mais fêmeas porque a existência de ovos seguros no ninho prova a capacidade do macho de proteger os ovos contra predadores. O comportamento alopaternal também mostra à fêmea que o macho é um parceiro confiável que permanecerá após o acasalamento e fornecerá aos ovos uma boa quantidade de investimento parental, aumentando assim a aptidão da prole.

### Territorialidade
O comportamento territorial geralmente é realizado para defender recursos como alimento, abrigo, possíveis parceiros, locais de desova e prole. Eles vivem entre rochas e recifes de coral e são bentônicos. Um Ophioblennius atlanticus geralmente apresenta comportamentos territoriais agressivos em relação a outros peixes bentônicos, pois eles podem tomar seu abrigo e local de desova. Seu comportamento territorial é mais severo em relação aos conspecíficos. Isso ocorre porque os conspecíficos compartilham exatamente o mesmo conjunto de recursos, levando à competição mais severa por recursos. Um Ophioblennius atlanticus mostra hostilidade de vários graus, não apenas em relação a conspecíficos intrusos, mas também em relação a conspecíficos pouco intrusos. Devido a essa forte territorialidade, os peixes que perderam seus territórios têm grande dificuldade de encontrar um novo território. Os territórios vazios geralmente são compartilhados por peixes vizinhos sem muita competição. Apesar da forte territorialidade, durante os períodos de menor densidade de adultos, muitos indivíduos se reúnem e lutam contra os antigos residentes para assumir seus territórios. Após essa competição agressiva, cada residente antigo geralmente acaba com apenas metade de seu território anterior.

### Larvas
Muitos peixes têm uma bexiga natatória. Ao encher a bexiga natatória com gás, os peixes podem flutuar e nadar na água. No entanto, o Ophioblennius atlanticus nunca desenvolve uma bexiga natatória. A falta de uma bexiga natatória não afeta os adultos, pois eles já se adaptaram à vida bentônica à medida que amadureceram. Entretanto, ao contrário dos adultos, as larvas de Ophioblennius atlanticus não se sentem confortáveis vivendo no fundo do mar. Até se adaptarem ao estilo de vida no fundo do mar, as larvas usam um meio de flutuar para sobreviver: elas têm um enorme armazenamento de lipídios no fígado, e essa alta concentração de lipídios proporciona flutuabilidade. A larva mantém sua alta concentração de lipídios até a maturação. Mais tarde, ao passar pela metamorfose, a larva queima todos os lipídios armazenados para suportar o alto metabolismo da metamorfose. Depois de perder seus lipídios por meio da metamorfose, o Ophioblennius atlanticus, agora adulto, não repõe os lipídios, o que proporciona um corpo de alta densidade permanente ao peixe adulto.